# Hutsonville
Hutsonville es una villa ubicada en el condado de Crawford en el estado estadounidense de Illinois. En el Censo de 2010 tenía una población de 554 habitantes y una densidad poblacional de 343,34 personas por km².

## Geografía
Hutsonville se encuentra ubicada en las coordenadas 39°6′30″N 87°39′39″O / 39.10833, -87.66083. Según la Oficina del Censo de los Estados Unidos, Hutsonville tieneckfdkdkdk
```
una superficie total de 1.61
 
km²
, de la cual 1,61
 
km²
 corresponden a tierra firme y (0 %) 0
 
km²
 es agua.
[
3
]
```

## Demografía
Según el censo de 2010, había 554 personas residiendo en Hutsonville. La densidad de población era de 343,34 hab./km². De los 554 habitantes, Hutsonville estaba compuesto por el 95,13 % blancos, el 1,81 % eran afroamericanos, el 1,62 % eran amerindios, el 0,9 % eran de otras razas y el 0,54 % eran de una mezcla de razas. Del total de la población el 1,26 % eran hispanos o latinos de cualquier raza.